# Jan de Bakker

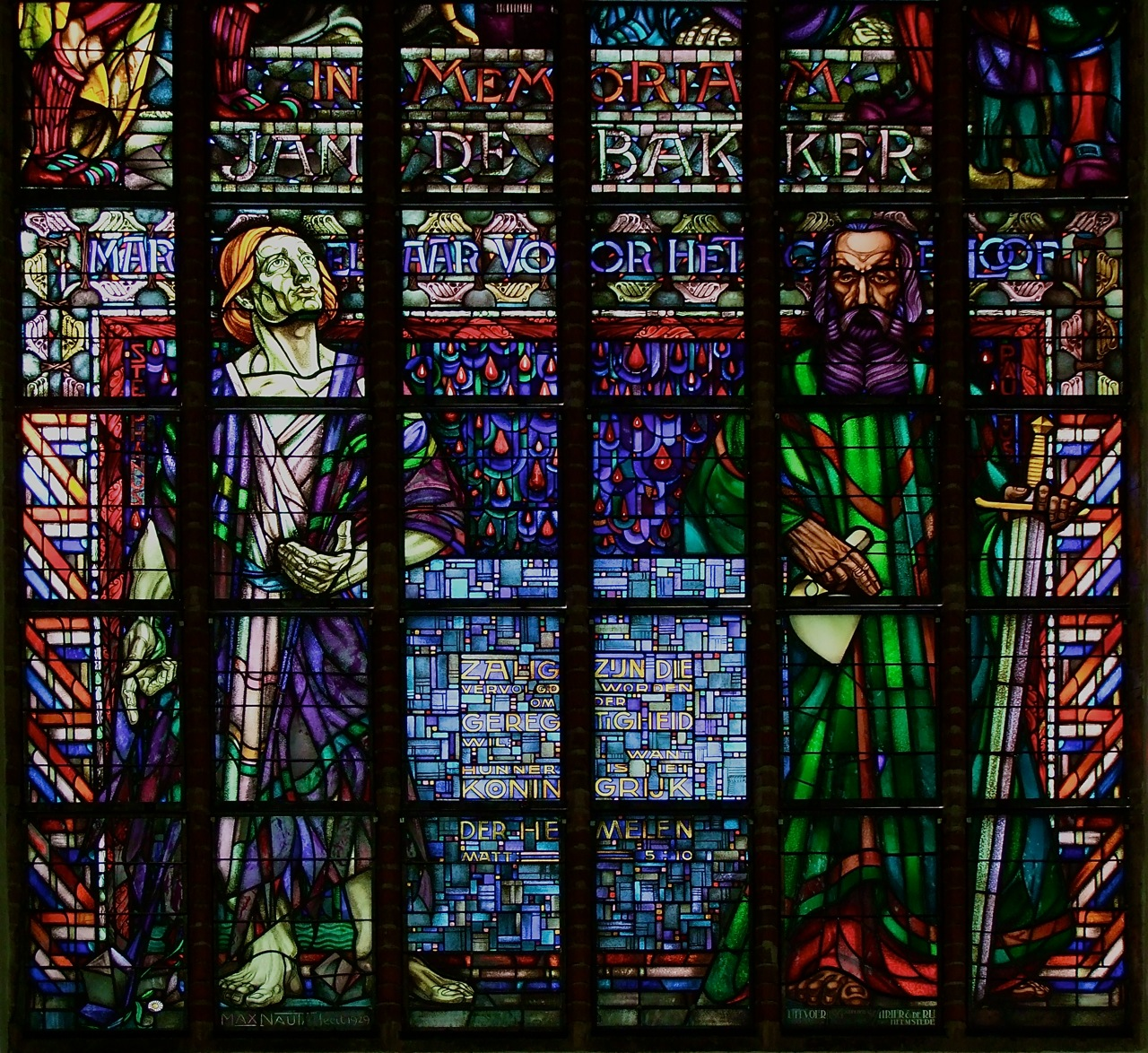
Glasraam ter nagedachtenis van Jan de Bakker in de Grote of Sint-Jacobskerk (Den Haag), ontworpen door Max Nauta.

Jan de Bakker (ook wel Jan Jansz) (Woerden, rond 1 september 1499 - Den Haag, 15 september 1525) was het eerste slachtoffer in de noordelijke Nederlanden die door een vonnis van de inquisitie in de Nederlanden op de brandstapel kwam.   Hij is ook bekend onder de naam Jan van Woerden of in het Latijn Johannes Pistorius Woerdensis.

## Jeugdjaren
Zijn vader, Jan Dirksz, was sinds 1493 koster in Woerden. Jan Jansz volgde tot zijn 12e jaar onderwijs op een van de scholen in Woerden. Hierna bezocht hij van 1511 t/m 1514 in Utrecht eerst de kapittelschool en aansluitend van 1514 t/m 1520 de Hiëronymusschool van de Broeders van het Gemene Leven, waar hij les kreeg van Hinne Rode. In Utrecht kwam hij in aanraking met de hervormingsbeweging. Na te zijn teruggeroepen naar Woerden om daar te worden aangesteld in de "officie" van zijn vader, verkondigde hij daar denkbeelden die strijdig waren met het katholicisme. In 1521 gaat hij mede op aandrang van zijn vader naar Leuven, waar hij onder andere wordt onderwezen door een oude bekende van zijn vader, de humanist Erasmus. Toen hij in 1522 terugkwam uit Brabant bleek hij nog verder geradicaliseerd te zijn. Omwille van zijn vader ging hij echter toch naar Utrecht om daar tot priester te worden gewijd.

## Korte tijd priester
Jan Jansz werd daarna beroepen tot het kerkelijk ambt van pastoor te Jacobswoude, een later in de golven verdwenen dorp dat vlak bij het latere Woubrugge lag. Hij predikte daar in de geest van de reformatie en stopte zelfs met het opdragen van de mis. Reeds een jaar later keerde hij terug naar Woerden. Daar zat hij korte tijd gevangen, maar werd al snel weer vrijgelaten, waarschijnlijk met de boodschap van de plaatselijke autoriteiten het land te verlaten en niet meer terug te komen. Vervolgens verbleef hij enige tijd in Wittenberg. In de zomer van 1523 verbleef hij weer enige tijd in Woerden. Hij legde een oproep om in Utrecht verantwoording af te leggen naast zich neer. Daarna reisde hij enige tijd rond in de Nederlanden. Begin 1524 was hij in Haarlem. Later keerde hij toch weer terug naar Woerden, waar hij in het geheim in het huwelijk trad en het vak van bakker opnam.

## Veroordeling wegens ketterij
Een klein jaar later, op 10 mei 1525, werd hij op bevel van de landvoogdes Margaretha van Oostenrijk gevangengenomen. Hij werd wegens ketterij gevangengezet in de Voorpoort te 's Gravenhage, waar hij met tussenpozen vier maanden lang werd verhoord. Tijdens deze verhoren verklaarde hij het celibaat te verwerpen en zelf in het geheim getrouwd te zijn. Zijn vader, die intussen uit zijn ambt als koster was ontzet, zocht zijn zoon nog op in de gevangenis.
Na een proces werd hij op 11 september tot de brandstapel veroordeeld. Het vonnis luidde "te povre toe gebrant zulcx dat van hem geene memorie meer zij."
Na een laatste poging om hem te bekeren, werd hij door onder andere de inquisiteurs Ruard Tapper en Claes Coppijn veroordeeld op grond van zijn Wycliffitische en lutherye ketterijen. Lutherye was een algemene term voor ketterij en stond niet alleen voor de denkbeelden van Maarten Luther. Een belangrijk verwijt dat men hem maakte was dat hij de Katholieke sacramenten en ceremoniën zoals de eucharistie verwierp. Deze waren volgens De Bakker namelijk niet direct ontleend aan de Bijbel, waar hij zich op baseerde.

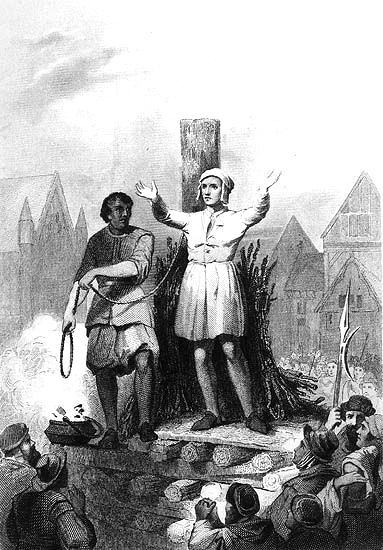
Jan de Bakker op de Brandstapel (een 19e-eeuwse impressie)

Vier dagen later op 15 september werd het vonnis voor het Haagse Prinsenhof, een thans verdwenen aanbouw van het Binnenhof, in bijzijn van landvoogdes Margaretha van Oostenrijk en vele andere hoogwaardigheidsbekleders ten uitvoer gebracht. Hij werd min of meer tegelijkertijd gewurgd, verbrand en opgeblazen. Een stalen band om zijn hals werd aangetrokken, terwijl het vuur brandde. Een kruitzakje op zijn borst maakte ten slotte een einde aan zijn leven. Zijn medegevangenen zongen intussen ofwel psalm 31 of het te Deum. Zijn weduwe redde haar leven door haar overtuigingen te herroepen en bracht de rest van haar leven in een klooster door.

## Latere invloed
In 1853 protesteerden Nederlandse protestanten tegen het herstel van de bisschoppelijke hiërarchie in hun land met de leus: "Protestanten, weest nu wakker, want gedenk een Jan de Bakker!". De katholieken hadden in 1795 hun burgerrechten gekregen en in 1853 werd hun emancipatie min of meer afgerond met de terugkeer van de bisschoppelijke hiërarchie in Nederland.

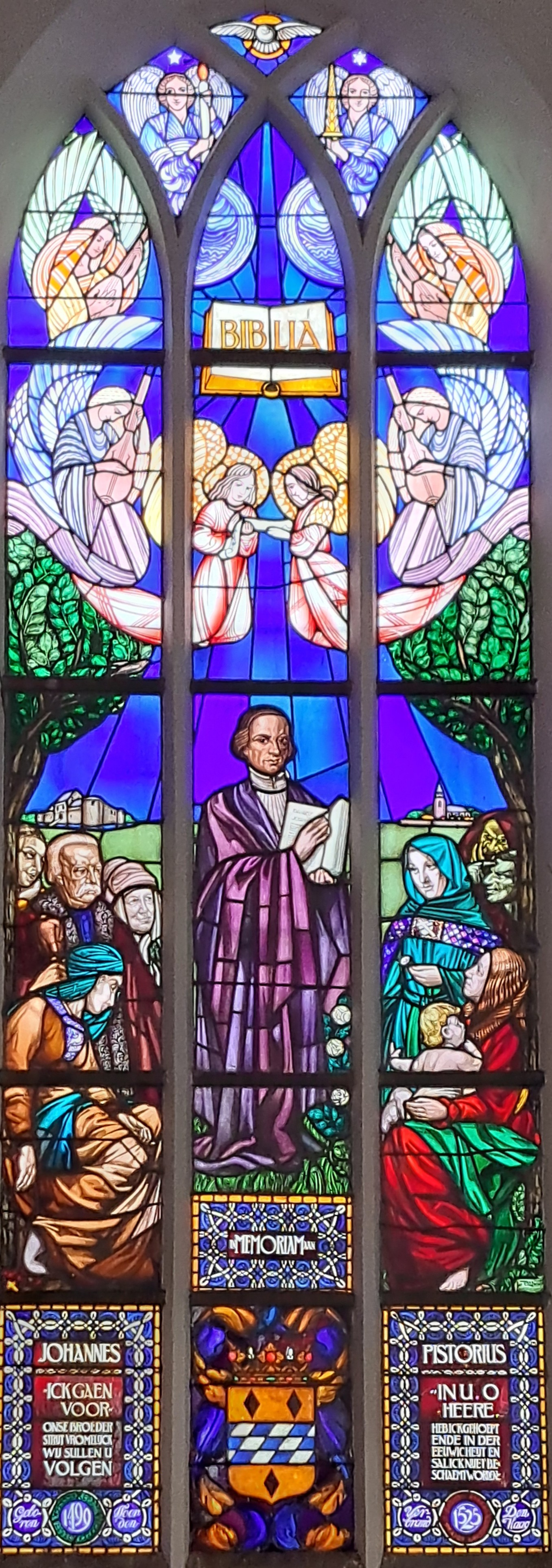
Glas-in-loodraam in de Petruskerk in Woerden geplaatst in 1926 ter gelegenheid van de 400e sterfdag van Jan de Bakker, ontworpen door Max Nauta.

In Woerden zijn een straat en een reformatorische school naar Jan de Bakker vernoemd. In Den Haag is in de Grote- of St. Jacobskerk een gebrandschilderd Jan de Bakker-raam te zien. Het Carmen AntiThomaticon waarin Jan de Bakker geëerd wordt, is nog altijd een belangrijk geuzenlied dat onder meer gezongen wordt door studenten van de Vrije Universiteit Amsterdam.